# Koninklijke Rosendaalsche Kapel
De Koninklijke Rosendaalsche Kapel (KRK) is een harmonieorkest dat in 1858 werd opgericht door Baron van Pallandt,  bewoner van kasteel Rosendael – bekend van de  “bedriegertjes” – in de Gelderse gemeente Rozendaal. Het is een van de oudste muziekverenigingen van Nederland.
Tot in de jaren zeventig van de vorige eeuw repeteerde men op het kasteel. Tegenwoordig is de kapel gehuisvest in de voormalige Torckschool.
Het predicaat Koninklijk werd in 1949 verleend ter gelegenheid van het negentigjarig bestaan. Het honderdvijftigjarig bestaan werd in 2008 met een uitgebreid programma van activiteiten gevierd. Het orkest speelt sinds jaar en dag een belangrijke rol bij tal van feestelijke of andere gebeurtenissen in Rozendaal en omgeving. In dit kader valt te noemen het traditionele concert op Hemelvaartsdag in de Oranje-rie (aanvang 14.30 uur) van kasteel Rosendael. Voorheen was dit in de historische muziekkoepel bij Bistrobar Beaune. 